# Шокай (станция)
Шока́й (каз. Шоқай) — станция в Осакаровском районе Карагандинской области Казахстана. Входит в состав сельского округа Сарыозек. Код КАТО — 355635400.

## Население

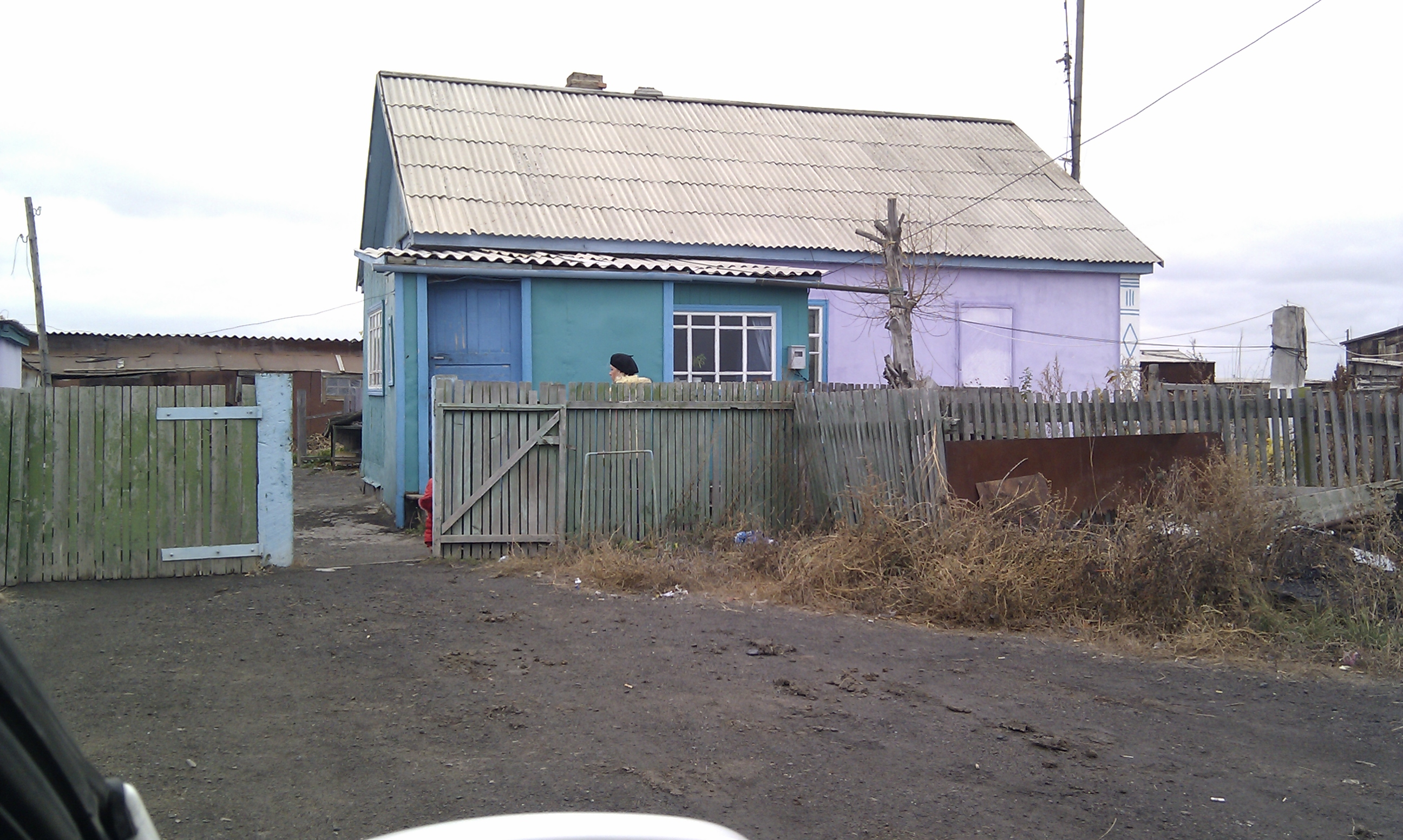
Частный дом на станции Шокай

В 1999 году население станции составляло 553 человека (282 мужчины и 271 женщина). По данным переписи 2009 года, в населённом пункте проживали 374 человека (192 мужчины и 182 женщины).

## История
12 июля 1974 года на станции произошло крушение с тяжёлыми последствиями Карагандинского отделения Казахской железной дороги из-за приёма грузового поезда № 2964р на II главный путь, занятый поездом № 2438.